# エドガー・セシンスキー
エドガー・セシンスキー（Edgard Sečinski, 1993年12月20日 - ）は、リトアニア出身の空手家である。新極真会リトアニア支部所属。

## 概要
2012年の全ヨーロッパ大会で決勝戦でヴァレリー・ディミトロフに敗れたものの準優勝を獲得。2015年に行われた第11回世界大会では、ノーシードから準々決勝まで勝ち上がり、堂々の7位入賞を果たした。2019年の全ヨーロッパ大会でアナトリー・ズラヴェルを下してヨーロッパ大会初優勝を果たした。

## 選手としての特徴
- 193cmの長身から繰り出される上段膝蹴りが最大の武器。

## 実績
- 全世界空手道選手権大会
  - 第11回全世界空手道選手権大会 第7位

- 全ヨーロッパ大会
  - 2012年全ヨーロッパ空手道選手権大会 軽重量級 準優勝
  - 2014年全ヨーロッパ空手道選手権大会 軽重量級 第3位
  - 2016年全ヨーロッパ空手道選手権大会 重量級 第3位
  - 2017年全ヨーロッパ空手道選手権大会 重量級 第3位
  - 2019年全ヨーロッパ空手道選手権大会 軽重量級 優勝
  - 2021年全ヨーロッパ空手道選手権大会 軽重量級 優勝
  - 2022年全ヨーロッパ空手道選手権大会 軽重量級 優勝